# Rio Camaquã

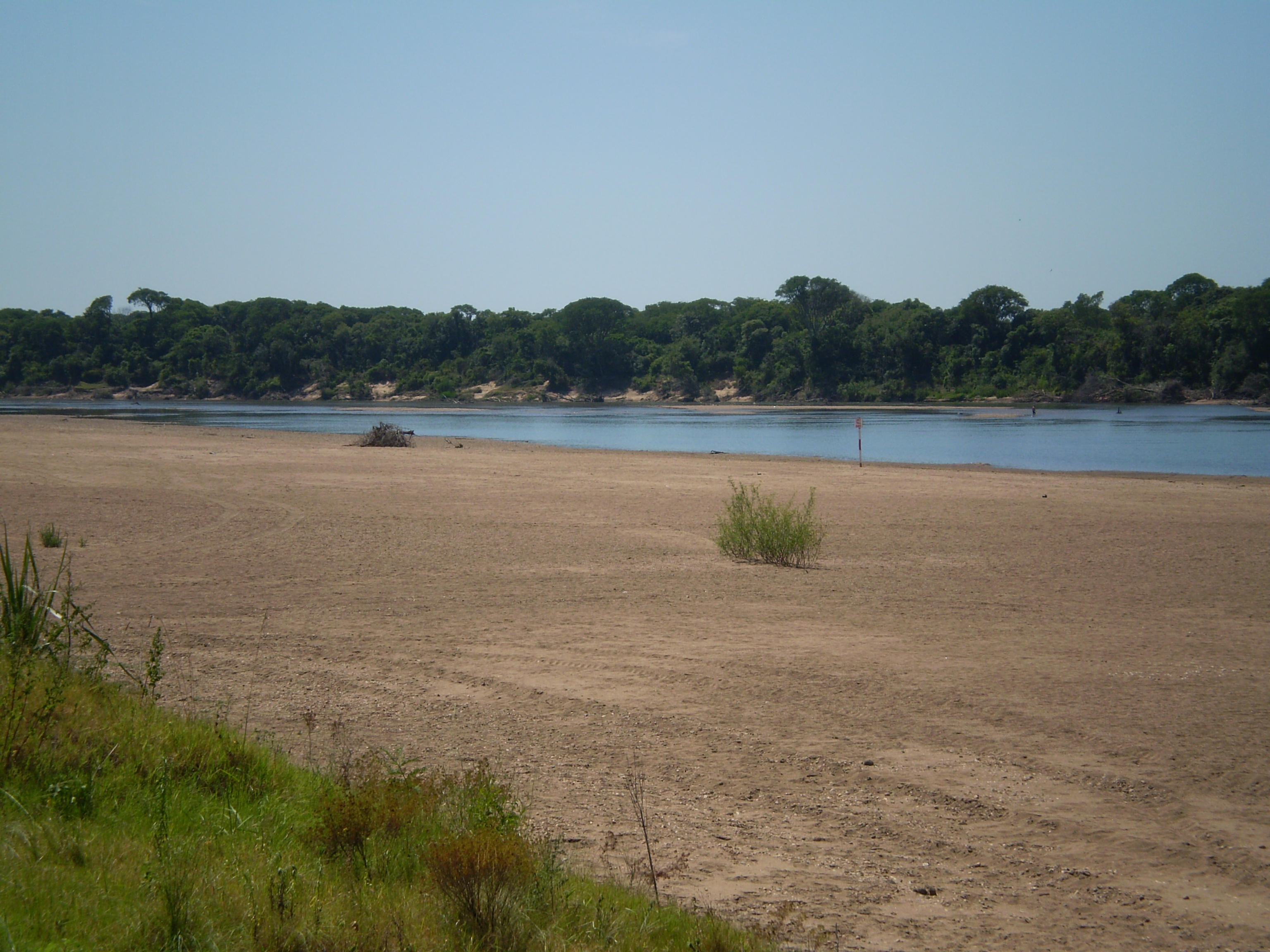
Le rio Camaquã.

Le rio Camaquã, écrit par beaucoup d'historiens Camacuã, est un cours d'eau brésilien de l'État du Rio Grande do Sul. Il se jette dans la Lagoa dos Patos, qui, pour sa part, s'ouvre sur l'Océan Atlantique.
Son bassin englobe 26 municipalités : Amaral Ferrador, Arambaré, Arroio do Padre, Bagé, Barão do Triunfo, Barra do Ribeiro, Caçapava do Sul, Camaquã, Canguçu, Cerro Grande do Sul, Chuvisca, Cristal, Dom Feliciano, Dom Pedrito, Encruzilhada do Sul, Hulha Negra, Lavras do Sul, Pelotas, Pinheiro Machado, Piratini, Santana da Boa Vista, São Jerônimo, São Lourenço do Sul, Sentinela do Sul, Tapes et Turuçu.
Le nom de Camaquã vient du mot tupi-guarani Icabaquã, I signifiant "cours d'eau", "eau", et cabaquã, "rapidité", "lieu avec des rapides". Ce qui semble correspondre à ce fleuve.